# Rivas-Urbanizaciones (metrostation)
Rivas-Urbanizaciones is een metrostation in Rivas-Vaciamadrid. Het station werd geopend op 7 april 1999 en wordt bediend door lijn 9 van de metro van Madrid.